# Múscul extensor llarg del polze
El múscul extensor llarg del polze (musculus extensor pollicis longus) o extensor llarg del dit polze, és un múscul de l'avantbraç.
Té l'origen en la cara posterior del cúbit, per sota de l'abductor llarg del polze i de la membrana interòssia adjacent. Formen un tendó que forma un compartiment separat del retinacle extensor en una ranura obliqua al dors de la diàfisi radial distal. Les seves accions estan més enllà de l'abast de la falange distal del polze, l'extensió de la falange proximal i l'os metacarpià, actuant conjuntament amb el múscul extensor curt del polze i l'abductor llarg del polze. Com a conseqüència de l'obliqüitat del seu tendó, el múscul extensor llarg del dit polze també addueix el polze i el rota lateralment.

## Imatges

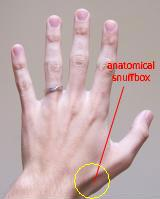
Tabaquera anatòmica.
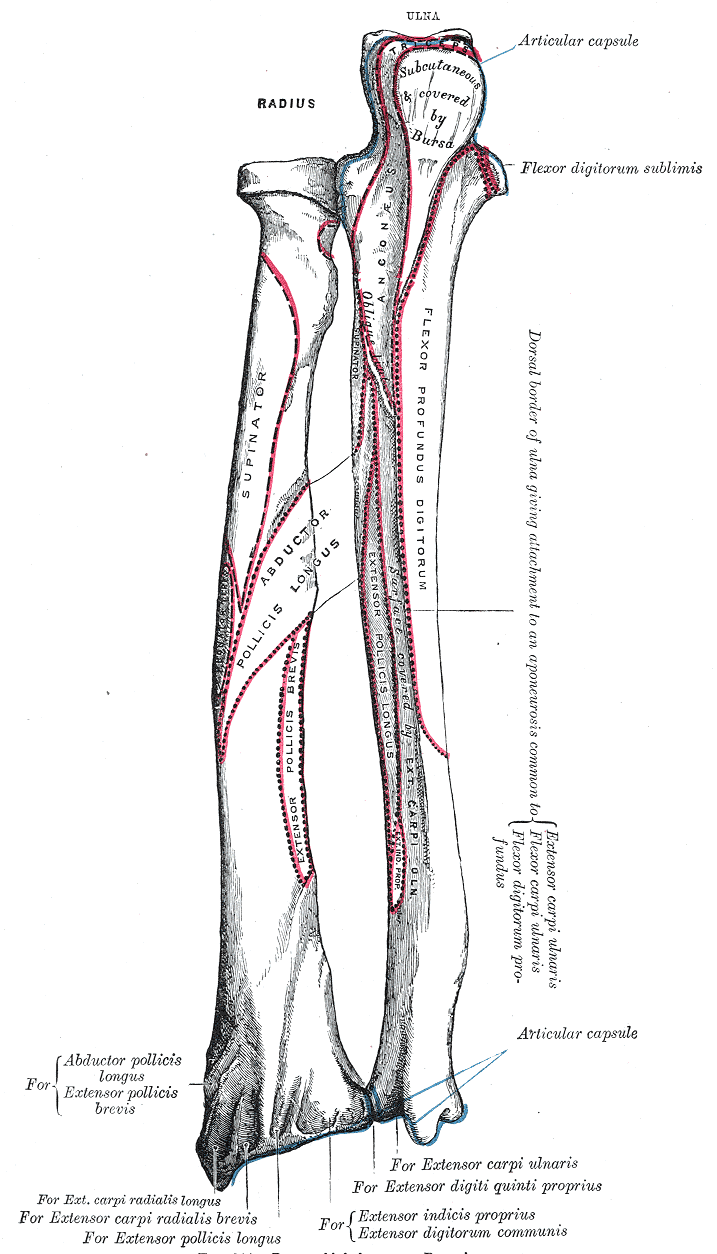
Cara posterior dels ossos de l'avantbraç esquerre.
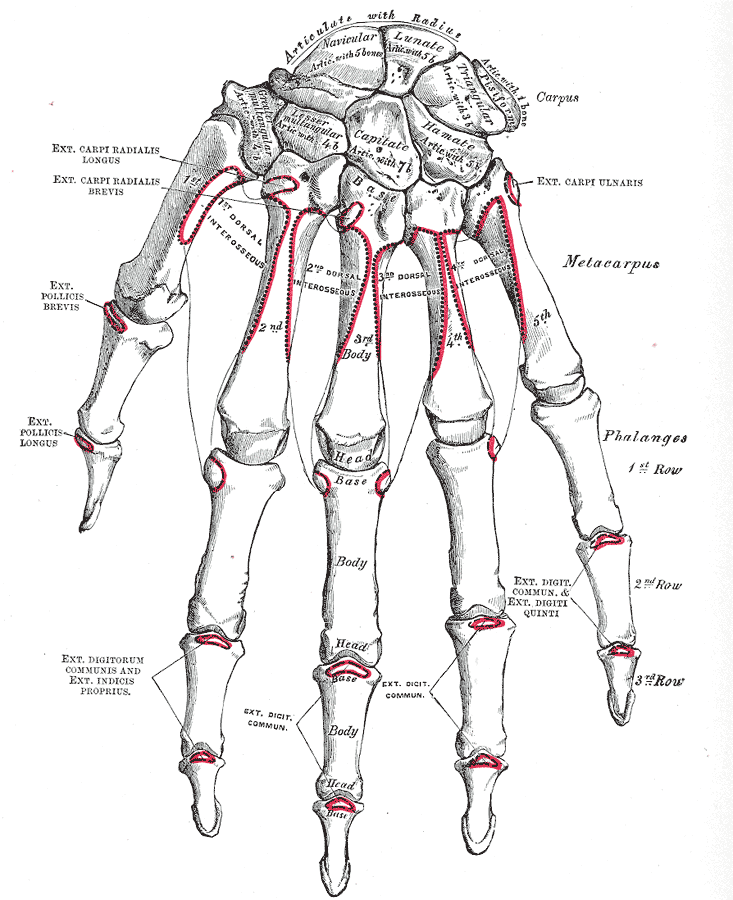
Superfície dorsal dels ossos de la mà esquerra.
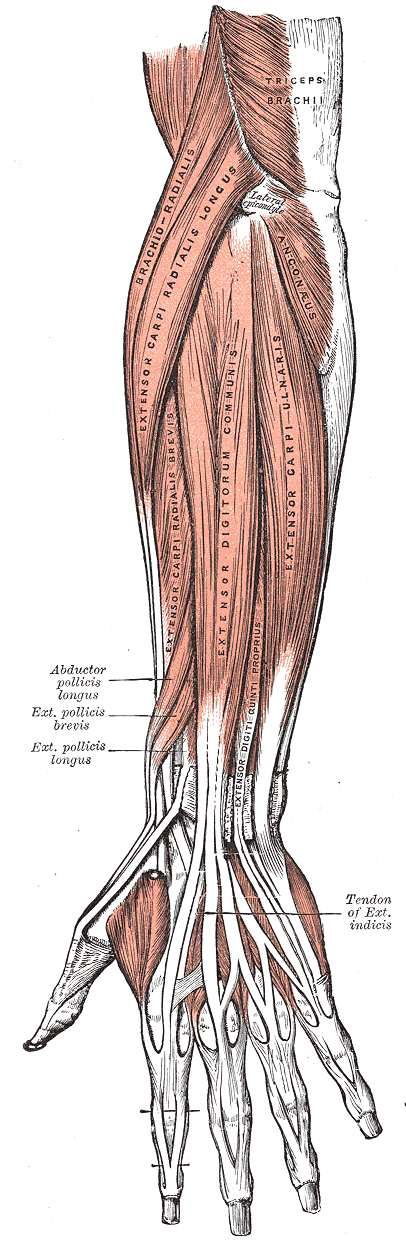
Superfície posterior de l'avantbraç. Músculs superficials.
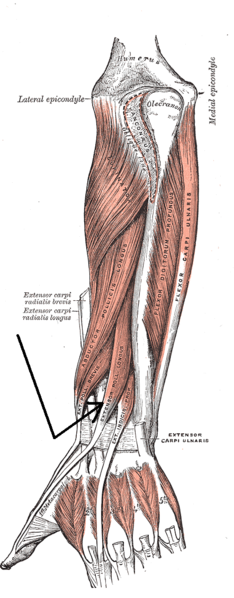
Superfície posterior de l'avantbraç. Músculs profunds.
Secció transversal a nivell del canell i els dits.
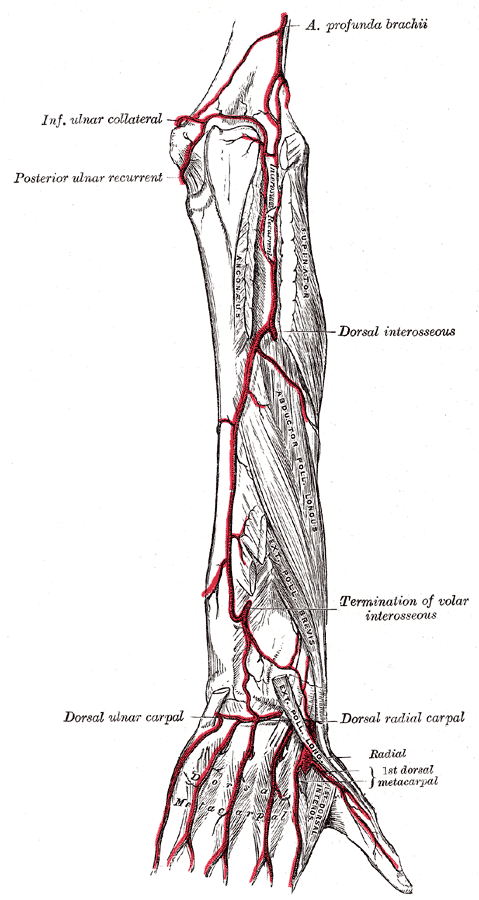
Artèries de la part posterior de l'avantbraç i la mà.
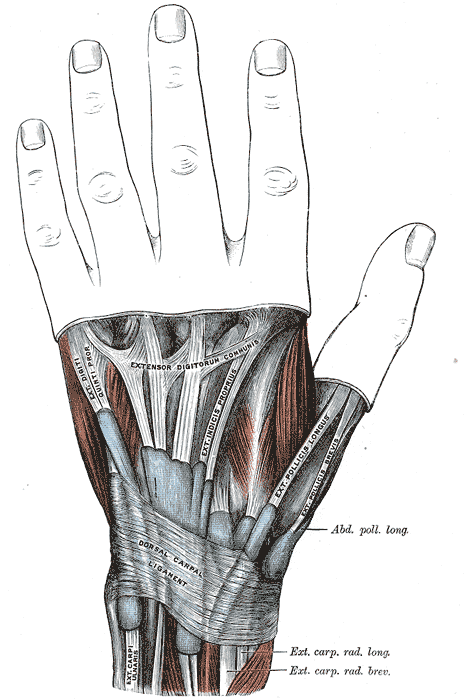
Beines mucoses dels tendons en la part posterior del canell.
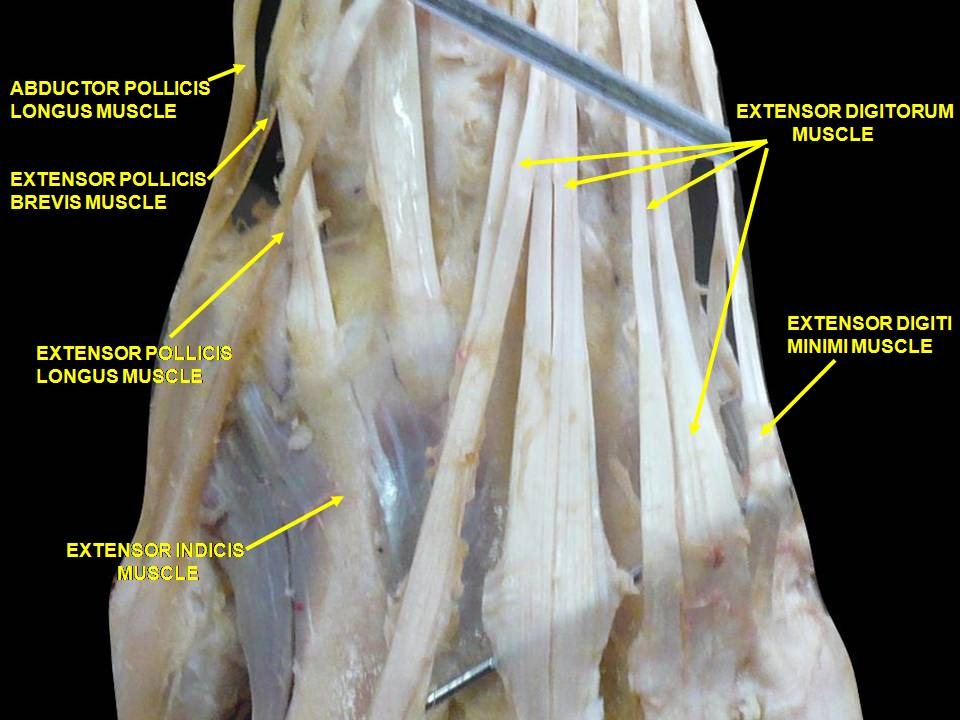
Múscul de la mà. Vista posterior.